# Mandoloncello
El mandoloncello o mandolonchelo es un instrumento de cuerda pulsada de la familia de la mandolina.

## Características
Consta generalmente de ocho cuerdas, divididas en cuatro pares u órdenes, aunque los hay de cinco y hasta seis pares.
La afinación (quinta) se corresponde con la de la mandolina, aunque su cuerpo es más grande, siendo en cierto modo respecto a la mandolina, lo que el violonchelo es al violín.
No obstante las primeras formas de mandoloncello nacen como variantes de la mandolina creados por luthiers italianos, el instrumento en su forma moderna se atribuye a Orville Gibson (de Gibson Guitar Corporation), quien patentó el diseño y lo comenzó a fabricar a principios del siglo XX, aunque con caja de resonancia plana, a diferencia de los modelos italianos cóncavos.